# مخطط القانون
مخطط القانون (outline of law) هو مجموعه القواعد والمبادئ التي تحكم المجتمع من خلال الإنقاذ من قبل السلطات الحكومية. القانون هو أيضا المجال الذي يتعلق بإنشاء القوانين وإدارتها ويتضمن جميع النظم القانونية.

## أنواع القانون
1- القانون العام: يطلق عليه أيضا بالقانون المشترك ويقصد به المدرسة القانونية التي تعود جذورها إلى التراث القانوني الإنجليزي والتي تميزت بالاعتماد على السوابق القضائية كمصدر ملزم للتشريع وعرف بالقانون العرفي الغير مكتوب ويطلق على عكسه القانون الخاص. وتعود تسميته إلى فترة الفتح النورماني لانجلترا حيث كانت مطبقة قوانين خاصة مبنيه على العرف فعمل ملوك النورمان على إنشاء القانون العام.
2- فروع القانون الخاص: القانون المدني / القانون التجاري / قانون العمل / قانون الأسرة / القانون البحري / القانون الدولي الخاص/ القانون الجوي.
3- القانون التجاري هو مجموعة من القواعد القانونية التي تحكم ممارسة الأعمال التجارية والتُجّار وتحدد النظام القانوني المطبق. وهو يُعدّ أحد فروع القانون الخاص وتحديداً قانون الأعمال. يقوم مبدأ القانون التجاري بالأساس على تطويق أشكال التعامل سواء التاجر مع التاجر أو التاجر مع الغير وتقنينها بما يسمح للقانون من استجلاء كل ما يعرقل حرية التجارة، كذلك يعتني القانون التجاري بترتيب النزاعات التجارية وحالات اللجوء للمحاكم وقد تختلف الهيئة القضائية التي تنظر في النزاع باختلاف الدولة فيمكن أن توكل المهمة لمحكمة درجة أولى عامة أو أن توكل لهيئة مختصة مثل الدوائر التجارية كما هو الحال في تونس، ويهتم هذا القانون كذلك بوضع جزاء عقابي مقابل مخالفة القواعد القانونية المضبوطة من قبل المشرع.
القانون الخاص: هو مجموعة القواعد القانونية التي تنظم العلاقات التي تنشأ بين أشخاص لا يعمل أي منهم بصفته صاحب سيادة سواء كان جميع الأشخاص أشخاصا عاديين أي لا يملكون السيادة ام كان بعضهم ممن يملكون السيادة.

## سمات القانون العام
- إلزام القضاة بالسابق القضائية
- يغتمد القانون العام عل السوابق القضائية
- لم يقم بالفصل بين القانون المدني والقانون التجاري

## تاريخه ونشأته
تعتبر التجارة من أقدم الأنشطة التي عرفتها المجتمعات القديمة، لتكون قوانين حمورابي عند البابليين منذ ألفي سنة قبل الميلاد من أولى القواعد التي أحكمت المعاملات التجارية. أسس الفينيقيين لاحقا الأعراف التجارية المتعلقة بالخسائر البحرية. أمّا عند الإغريق والرومان فإنّ وحدة القانون لم تسمح بظهور القانون التجاري كمفهوم مستقل عن القانون المدني، وعلى الأخص كون التجارة لا تعتبر من نشاطات النبلاء أو العامة وإنما كانت من نشاطات العبيد، توسع مفهوم القانون التجاري في العصور الوسطى بشكل كبير بسبب توسع حركة التجارة والمعاملات التجارية بين العامة،
أما في العصر الحديث فشهدت هذه الفترة اكتشاف طرق جديدة تمكن التجار من الاستعاضة عن طريق رأس الرجاء الصالح كما تم اكتشاف الذهب والفضة وجدت فكرة الودائع والاقتراض من البنوك وظهر تداول الأوراق المالية أدى هذا التسارع في تطور طرق التعامل التجاري وتعقيده إلى ظهور القانون التجاري الفرنسي سنة 1807.

## القانون العام
وهو مجموعة القواعد القانونية التي تنظم العلاقة بين طرفين أحدهما أو كلاهما يملك السيادة أو السلطة العامة أو يتصرف بها، وبهذا المنحى فإن القانون العام يتضمن الفروع التالية:
1. القانون الدستوري هو القانون الأساسي للدولة ويتكون من مجموعة القواعد التي تنبني عليها الدولة وتحدد السلطات العامة فيها (تشريعية. تنفيذية قضائية) كذلك تنظم الحكم وسيره داخله وتشكل هذه المبادئ والقواعد والاحكام أهم المعطيات القانونية المتصلة بالحكم داخل الدولة.
2. القانون المالي (أو قانون المالية العامة): وهو القانون الذي ينظم الميزانية العامة للدولة وما يتعلق بها من موارد ونفقات.
3. القانون الإداري: وهو مجموع القواعد القانونية التي تنظم نشاط السلطة التنفيذية أثناء تأدية وظائفها الإدارية، وتبين كيفية ادارتها للمرافق العامة واستغلالها للأموال العامة بالإضافة إلى تحديد علاقة الدولة بموظفيها من حيث التعيين والترقية والتكليف والإعارة وغير ذلك من العلاقات.
4. القانون الجنائي: هو مجموعة القواعد التي تحدد الجرائم، وتبين العقوبات المقررة لها، والإجراءات التي تتبع في تعقب المجرم والتحقيق معه ومحاكمته وتنفيذ العقوبة عليه.
5. وهناك بعض القوانين الفرعية الأخرى: الناتجة عن مزج الحقوق المعرّفة سابقاً كقانون النشاطات الاقتصادية وقانون المنافسة وقانون الأسواق المالية وقانون التأمين والاستهلاك والقانون الجمركي وقانون الوظيفة العامة والحقوق الثقافية وقانون التربية والتعليم وحقوق الإنسان والحريات العامة الخ...

## القانون الخاص
هو مجموع القواعد القانونية التي تنظم العلاقات التي تنشأ بين أشخاص لا يعمل أيهم بصفته صاحب سيادة، سواء كان جميع الأشخاص أشخاصاً عاديين أي لا يملكون السيادة أم كان بعضهم ممن يملكون السيادة ولكنه لا يدخل في العلاقة القانونية بهذه الصفة أي باعتباره صاحب سيادة، ويحتوي هذا القانون على الفروع التالية:
1- القانون المدني: هو أحد أهم فروع القانون الخاص الذي ينظم العلاقات التي تنشأ بين أشخاص لا يعمل أيهم بصفته صاحب سيادة. والقانون المدني هو القانون الذي ينظم الروابط القانونية المالية _ فيما عدا ما يتعلق منها بالتجارة _ والشخصية الخاصة بعلاقات الأفراد بعضهم وبعض. وهو بهذا التعريف ينظم نوعين من العلاقات الخاصة للأفراد: المعاملات المالية، والأحوال الشخصية. ويتبع هذا القانون حقوق فرعية كثيرة منها: قانون الإثبات (أو قانون البينات)، الحقوق العائلية، قانون الجنسية، قانون حماية الملكية الأدبية والفنية، القانون العقاري، القانون الزراعي، قانون التأمين، قانون الاستهلاك وحماية المستهلك، قانون العقود والعقود المسماة.
2- القانون التجاري: ويمثل القانون الذي انشق أولاً عن القانون المدني وهو مجموعة القواعد القانونية التي تنظم علاقات الأشخاص التجارية من خلال تنظيم العمل التجاري والتجار ووسائل الدفع (شيك، سفتجة أو كمبيالة، بطاقة مصرفية، حوالات، سندات تجارية) والشركات التجارية بأنواعها (إنشائها، إدارتها، تنظيم تفليسها). ويتبع هذا القانون قوانين فرعية كثيرة كقانون الشركات والقانون التجاري البحري وقانون حماية الملكية التجارية والصناعية، قانون المنافسة الخاص، قانون التجارة الإلكترونية، قانون شراء الأسهم المالية، قانون التوزيع والتسويق، القانون المصرفي الخ...
3- قانون المرافعات المدنية والتجارية: وهو مجموعة القواعد القانونية التي تنظم كيفية لجوء الأفراد للمؤسسات القضائية من أجل الحصول على حقوقهم وتنفيذ الأحكام الصادرة بهذا المجال. هذا القانون ينظم أيضاً عمل المؤسسة القضائية ودرجات المحاكم التي تتضمنها وطرق تقديم الدعاوى والطعن بأحكامها. كما يحتوي هذا القانون على قانون التحكيم من حيثُ أنه يمثل طريقة لحل المنازعات عن طريق مؤسسات غير قضائية.

### صعوبة تصنيف بعض القوانين
قانون العمل والقانون الجزائي (أو قانون العقوبات)
1- قانون العمل أو ما يسمى بالقانون الاجتماعي: وهو مجموعة القواعد القانونية التي تنظم العلاقات بين أرباب العمل والعمال. فهو ينظم عقود العمل والرواتب والمنازعات والتسريح والتعويضات والتأمين على شخص العامل في حوادث العمل والأمراض الناجمة عنه. ويندرج تحت القانون الخاص. فالبعض يلاحظ أن مصدر تشريع العمل لم يأت إلاّ بفضل تدخل الدولة وبفرضها لهذا القانون على أرباب العمل من أجل حماية الطبقة العاملة وخاصة في مجال تحسين الرواتب والتأمين الاجتماعي والتقاعدي للعمال وتخفيض حرية التعاقد المعروفة في القانون المدني لصالح التوازن العقدي (حماية العامل كطرف ضعيف في العلاقة العقدية). من أجل كل هذه الأسباب يرى بعض الفقهاء أن قانون العمل يتبع للقانون العام. بينما يعارض آخرون هذه النظرية ويرون أن قانون العمل، ورغم تدخل الدولة القوي، يخضع للقانون الخاص وذلك لعدة أسباب.
- أولًا: إن قانون العمل يخص مجموعة العلاقات بين أشخاص القانون الخاص (عمال وأرباب عمل ممثلين عن طريق الشركات التجارية والصناعية)،
- ثانيًا: إن القضاء المختص هو القضاء العادي (المحاكم المدنية) وليس القضاء الإداري (إلا في بعض الاستثناءات)،
- ثالثًا: إن عقود العمل هي عقود مشتقة من العقود المدنية ذاتها والتي تتضمن التقاء بين التزامات شخصين حرين متعادلين وهذا بعيد كل البعد عن العقود الإدارية حيثُ يفرض الشخص العام نفسه على الشخص الخاص. إلا أن هذا التعادل النظري في عقد العمل يعتبر مستبعدًا أمام القوة الاقتصادية لرب العمل الذي يفرض تبعيته القانونية والاقتصادية على العامل.

2- القانون الجنائي: وهو مجموعة القواعد القانونية التي تتضمن تعريف الأفعال المجرّمة وتقسيمها لمخالفات وجنح وجرائم ووضع العقوبات المفروضة على الأفراد في حال مخالفتهم للقوانين والأنظمة والأخلاق والآداب العامة. ويتبع هذا القانون قانون الإجراءات الجنائية الذي ينظم كيفية البدء بالدعوى العامة وطرق التحقيق الشُرطي والقضائي لمعرفة الجناة واتهامهم وضمان حقوق الدفاع عن المتهمين بكل مراحل التحقيق والحكم. ويختلف الفقهاء أيضاً حول تصنيف القانون الجزائي ما بين عام أو خاص. فالبعض يضعه في مصاف القانون العام نظراً لأن العقوبات تفرضها الدولة فقط. بينما يضع البعض هذا القانون ضمن الحقوق الخاصة نظراً لأن العقوبات والتجريم تنطبق فقط على الأشخاص الخاصة من طبيعيين ومعنويين دون أشخاص القانون العام.